# Afrikanska mästerskapen i fäktning 1993
Afrikanska mästerskapen i fäktning 1993 arrangerades den 24 juli 1993 i Casablanca i Marocko. Det var den andra upplagan av afrikanska mästerskapen i fäktning.

## Medaljörer

### Herrar
| Gren                  | Guld                                                                | Silver                                                                      | Brons                                                                                   |
| Florett, individuellt | Maged Shaker                                                        | Mohamed Fouad                                                               | Abdel El-Mokhtari                                                                       |
| Florett, individuellt | Maged Shaker                                                        | Mohamed Fouad                                                               | Maher Hamza                                                                             |
| Värja, individuellt   | Khamis Ali                                                          | Gerhard Rudolph                                                             | Rachid Bendjillani                                                                      |
| Värja, individuellt   | Khamis Ali                                                          | Gerhard Rudolph                                                             | Amr El-Taweel                                                                           |
| Florett, lag          | Egypten Maged Shaker Maher Hamza Mohamed Fouad Mohamed El-Motawakel | Sydafrika Hein van Garderen Dario Torrente Daniel Steenkamp                 | Algeriet Nasreddine Berkane Mourad Hachicha Karim Ould Aoudia Yassin Ould Aoudia        |
| Värja, lag            | Egypten Mohamed El-Sayed Amr El-Taweel Khamis Ali Magdi Sameh       | Tunisien Sefeddine Ferchichi Kamal Krimi Mohamed Ali B'Chir Zouhair Torhani | Algeriet Rachid Bendjillani Mohamed Chrif Outadeite Nassekeddine Mekki Rabah Outaideite |

## Medaljtabell
*   Värdland ( Marocko)
| Nr                  | Nation              | Guld | Silver | Brons | Totalt |
| ------------------- | ------------------- | ---- | ------ | ----- | ------ |
| 1                   | Egypten             | 4    | 1      | 3     | 8      |
| 2                   | Sydafrika           | 0    | 2      | 0     | 2      |
| 3                   | Tunisien            | 0    | 1      | 0     | 1      |
| 4                   | Algeriet            | 0    | 0      | 3     | 3      |
| Totalt (4 nationer) | Totalt (4 nationer) | 4    | 4      | 6     | 14     |